# Pologi
Pologi is een plaats in de gemeente Dubravica in de Kroatische provincie Zagreb. De plaats telt 100 inwoners (2001).